# Monster House
Monster House ist ein computeranimierter Familienfilm aus dem Jahre 2006, der am 21. Juli in die amerikanischen Kinos kam. Die Filmfiguren werden primär durch den Einsatz neuester Trickfilmtechnologie (der sogenannten Performance Capture) animiert. Der Film war erst der zweite, bei dem diese Technologie derart umfangreich zum Einsatz kam, nach Robert Zemeckis’ Der Polarexpress. Der deutsche Filmstart erfolgte am 24. August 2006.
Der Film wurde von Zemeckis’ ImageMovers und Spielbergs Amblin Entertainment produziert, die Animation kam von Sony Pictures Imageworks, die Musik von Douglas Pipes, veröffentlicht wurde er von Columbia Pictures und vertrieben von Sony Pictures Entertainment. Für die Cinematographie zeichnete Paul C. Babin verantwortlich.
In einer Presseerklärung von Columbia im Rahmen einer Ausstrahlung der ersten Hälfte des Films Anfang Mai 2006 an ihrem Hauptsitz New York wurde die Rollenbesetzung für die Stimmen der einzelnen Figuren folgenden Schauspielern zuerkannt: Steve Buscemi, Nick Cannon, Maggie Gyllenhaal, Kevin James, Jason Lee, Catherine O’Hara, Kathleen Turner und Fred Willard.
Regisseur Gil Kenan gewann den UCLA Spotlight Award für seinen Live Action/Animation Horror-Fantasy Kurzfilm The Lark. Für diesen Film erhielt er auch eine Auszeichnung der Creative Artists Agency (CAA). Kenan heimste darüber hinaus 2001/02 sowohl den British Academy Fellowship als auch den Lew Wasserman Fellowship für Filmproduktion ein. Im Anschluss an Monster House begann Kenan mit der Arbeit zu City of Ember, einer Adaption des Buches Jeanne DuPrau der Drehbuchautorin Caroline Thompson für Walden Media und Playtone.
Dieser Film wurde von der MPAA mit PG eingestuft und wegen der unheimlichen Bilder und Sequenzen, der thematischen Elemente und dem etwas derben Humor und der abgehackten Sprache erst ab sechs Jahren freigegeben.

## Handlung
Mittelpunkt von Monster House ist ein Junge namens DJ, der sich sicher ist, dass etwas Absonderliches in dem Haus auf der anderen Straßenseite vor sich geht. Dieses rätselhafte Haus ist bei den Kindern als das Haus bekannt, welches man unter allen Umständen meiden sollte. Es gehört einem launischen alten Mann namens Nebbercracker, der Kinder hasst und all das für sich behält, was auf seinem Grundstück landet. DJs Eltern wollen am Wochenende an einer zahnärztlichen Konferenz außerhalb der Stadt teilnehmen und lassen ihn in der Obhut von Babysitter Elizabeth „Zee“, einer Höllengeburt, die DJ dauernd diskriminiert.
Ketchup, DJs bester Freund, hat all sein Geld für den Kauf eines Basketballs gespart, und beschließt, das erste Basketball-Spiel zusammen mit DJ zu absolvieren. Der Ball rollt ihm versehentlich auf Nebbercrackers Rasen. Als DJ versucht, den Ball wieder in seinen Besitz zu bringen, erscheint der alte Nebbercracker urplötzlich, greift sich DJ, hebt ihn vom Boden hoch und beschimpft ihn lautstark weil dieser sein Grundstück betreten hat. Nach ein paar Sekunden wird Nebbercrackers Gesicht fahl und er bricht über DJ zusammen. Nach dessen scheinbaren Tod bemerkt DJ, dass dort im Haus auf der anderen Straßenseite immer noch etwas Absonderliches vor sich geht, da er in der Nacht plötzlich aus dem Haus angerufen wird und in der Leitung nichts zu hören ist außer einem bedrohlichen Knurren.
Später taucht Zees schmuddeliger Freund und Möchtergern-Rockstar Punk auf. DJ trifft sich daraufhin heimlich mit Ketchup und überredet ihn, ihm zu helfen, das Geheimnis um das Haus zu lüften. Währenddessen wird der betrunkene Punk von Zee aus dem Haus gejagt. Er macht sich dann über Nebbercrackers Haus und seinen Besitzer lustig, indem er den Rasen zertritt. Plötzlich geht die Haustür auf und Punks Drachen, den Nebbercracker ihm als Kind weggenommen hat, kommt zum Vorschein. Punk geht in den Türrahmen, um sich den Drachen zu holen, wird jedoch vom Haus, das offenbar lebendig ist, verspeist.
Zee glaubt DJ und Ketchup nicht, die sich nach einem Angriff des Hauses auf Ketchup in DJs Zimmer verschanzt haben. Ketchup entdeckt durch ein Fernrohr Jenny, eine Schülerin, die Süßigkeiten für ihre Schule verkauft und ist von ihrem Aussehen überwältigt. Das ergeht DJ nicht anders, doch plötzlich sehen sie, dass Jenny auf das Monster-Haus zusteuert und stürmen hinaus, um sie zu retten, als das Haus auch sie zu fressen versucht. Nach einer erfolgreichen Rettung hilft Jenny den beiden.
Da die Polizei, die Jenny gerufen hat, ihnen nicht glaubt und sich über sie lustig macht, holen sie sich Rat bei einem Computerspielfreak und Experten für Übersinnliches, der dem Trio erklärt, dass das Haus vom Geist eines Verstorbenen besessen ist. Er sagt ihnen, dass sie das Herz finden und das Feuer löschen müssen, nur dann wäre der Fluch gebannt. Sie vermuten, dass der Geist Nebbercrackers von dem Haus Besitz ergriffen hat und kommen zu dem Schluss, dass der Heizkessel das Herz des Hauses sein muss, da seit Nebbercrackers Tod immer Rauch aus dem Kamin steigt. Ihr Plan besteht darin, in das Haus einzudringen und das Feuer im Heizkessel zu löschen. Dazu basteln sie eine Puppe, die sie mit Hustensaftflaschen füllen, um das Haus einzuschläfern. Der Plan wird jedoch von den zwei Polizisten vereitelt, welche die Kinder ins Polizeiauto sperren. Beim Inaugenscheinnehmen des Hauses werden sie jedoch gefressen. Doch damit nicht genug, das Haus greift sich mit den umstehenden Bäumen auch noch das Polizeiauto, in das die Kinder gesperrt sind und verschlingt es.
Im Inneren des Hauses entkommen die Kinder dem Auto, können jedoch nicht aus dem Haus entkommen. Sie entscheiden sich, das Herz zu finden, da das Haus wahrscheinlich nicht weiß, dass die drei noch leben. Bei der Erkundung stürzen sie in den Keller und finden sämtliche Spielzeuge, die Nebbercracker über die Jahre eingesammelt hat, sowie einen geheimnisvollen Schrein.
Das Trio spürt dort eine Leiche auf, die, eingeschlossen in Zement, im Kellerboden des Hauses feststeckt und bei der man später feststellt, dass es sich um die Leiche von Nebbercrackers Ehefrau handelt. Plötzlich wird das Haus auf die Eindringlinge aufmerksam und greift die drei an. Jenny schafft es in letzter Sekunde noch, das Haus zum Würgen zu bringen und das Trio wird ausgespuckt. DJ und Ketchup haben über das Scheitern ihrer Mission einen Streit, nach dem sich DJ aufmacht, die Straße zu seinem Haus zu überqueren. Leider achtet er nicht darauf, wo er hintritt und wird von einem Krankenwagen angefahren. DJ kommt zur Erleichterung von Ketchup und Jenny am Ende ohne Kratzer davon. Dem Krankenwagen entsteigt Nebbercracker, der offensichtlich doch nicht tot ist.
Nebbercracker erzählt ihnen die Geschichte des Hauses und seiner Ehefrau. Die Geschichte beginnt viele Jahre zuvor mit einem Treffen Nebbercrackers mit seiner späteren Frau Constance während einer zirkusartigen Show, bei der diese wegen ihrer Größe und Fettleibigkeit als „Riesin“ auf diskriminierende Weise vorgeführt wird. Nebbercracker befreit sie und beide verlieben sich ineinander. Nun konzentriert sich alles auf das Gebäude, wobei sich herausstellt, dass Constance Kinder hasst, da diese sie aufgrund ihrer Größe schikaniert haben. Ein folgenschwerer Unfall ereignete sich während des Baus des Hauses: An Halloween kam eine Gruppe Kinder zum Haus und fing an, Constance zu schikanieren. Diese geriet außer sich und wollte die Kinder mit einer Axt angreifen, wurde jedoch von Nebbercracker daran gehindert. In Folge der Rangelei verlor sie das Gleichgewicht, fiel in das unfertige Kellergeschoss und wurde unter einer Ladung Zement begraben. Nebbercracker berichtet, dass nach ihrem Tod Constances Geist das Haus erfasst hat und er selbst dazu verdammt ist, bis zu seinem Tode darin zu leben. Er erzählt dem Trio, dass er Kinder von seinem Haus fernhält, um sie vor den Horrorattacken Constances, dem Monster-Haus, zu bewahren.
Als Nebbercracker sich vor den Augen des Hauses mit DJ versöhnt, dreht es durch und will sie töten. Es reißt sich aus dem Boden und verfolgt sie mit Hilfe der umstehenden Bäume, die es als Gliedmaßen nutzt. Die vier fliehen zu einem trockengelegten See, in dem ein Bagger und ein Kran stehen. Nebbercracker erklärt DJ, dass er eine Dynamitstange in den Kamin, das Herz,  werfen muss, und bekommt sie von ihm ausgehändigt, nachdem er vergeblich versucht hat, es selbst zu tun. DJ und Jenny klettern auf den Kran und bedeuten Ketchup, dass er das Haus darunter locken muss. Nach einem Kuss zwischen DJ und Jenny zündet sie das Dynamit an und DJ schleudert es in den Kamin. Das Haus detoniert.
Daraufhin sieht man, wie Nebbercracker mit dem Geist von Constance tanzt, welcher daraufhin in den Himmel aufsteigt. Nebbercracker bedankt sich bei den dreien, da er nun frei ist und seine Frau endlich ihren Frieden gefunden hat.
Die nächste Szene wird mit Trick-or-treating (Kinder ziehen an Halloween von Haus zu Haus) auf dem Nebbercracker-Anwesen eröffnet. Ketchup, DJ und Jenny sind Nebbercracker dabei behilflich, das im eingestürzten Keller gesammelte Spielzeug an die Kinder zurückzugeben. Jenny verlässt das Szenario, wobei sie erwähnt, dass die drei alsbald möglich eine Pause machen sollen. DJ ist der Meinung, dass er noch nicht zu alt für Trick-or-treating ist, und er und Ketchup rennen durch die Nachbarschaft, um ein paar Bonbons zu ergattern. Im Anschluss entsteigt Punk den Schuttmassen des Hauses, mit seinem „großartigen Papierdrachen“ auf seinem Rücken.
Während des Abspanns entsteigen auch all die anderen Leute, welche von dem Haus gefressen wurden, den Trümmern.

## Performance Capture
Alle Zeichentrickfiguren des Films verdanken ihre Existenz einem komplexen Aufnahmeverfahren, mit dem Namen Performance Capture. Dieses Verfahren wurde von Robert Zemeckis für seinen Film Der Polarexpress entwickelt, ebenfalls von Sony Pictures Imageworks produziert.

## Digitale 3D-Version
Wie bei Der Polarexpress wurde eine Stereoskopie-3D-Film-Version des Films kreiert, die in ausgewählten Kinos gezeigt wird. Während Der Polarexpress für das gigantische Filmformat 3D IMAX 70mm produziert wurde, wurde Monster House in etwa 200 Kinos aufgeführt, die mit der neuen REAL D Cinema digitalen 3D stereoskopischen Projektion ausgestattet sind. Der Prozess basiert auf keiner Filmspur, sondern ist rein digital. Seitdem das originale Ursprungsmaterial in virtuell 3D „hergestellt“ wurde, ist es in der Lage eine sehr üppige stereoskopische Umgebung zu kreieren, und mit wenigen Monaten Vorbereitungszeit, wird es vielleicht den 3D-Effekt selbst von Der Polarexpress überflügeln. Für die Filmveröffentlichung verpasste ihm das Studio den Namen Imageworks 3D.

## Premiere
Monster House hatte seine Premiere in Nordamerika auf dem Seattle International Film Festival am 15. Juni 2006.
Vor dem Kinostart konnte er auch schon auf einer Blu-ray Disc auf einem laufenden Playstation-3-Prototyp während der E3 2006 angesehen werden.

## Rezeption
Der Film wurde überwiegend positiv aufgenommen und von vielen Filmkritikern gelobt. Auf Rotten Tomatoes, bekam er 70 Prozent positive Bewertungen. Michael Medved vergab Monster House dreieinhalb von vier möglichen Sternen, wobei er ihn „genial, […] gekonnt, clever [und] lustig“ nannte. Medved mahnte Eltern trotzdem hinsichtlich ihrer kleinen Kinder zur Vorsicht, angesichts der ängstigenden und intensiven Natur des Films, wobei er hinzufügt, dass ein „PG-13 rating“ angemessener als sein „PG rating“ gewesen wäre.
Roger Ebert und Richard Roeper gaben dem Film „zwei Daumen nach oben“.
Jörg Buttgereit von epd Film schrieb, Monster House sei ein Trickfilm, der sich bei genauerer Betrachtung als gradliniger Horrorfilm entpuppe. Zartbesaitete Kinder, die noch nicht durch Harry Potter abgehärtet seien, könnten sich überfordert fühlen.
Das Lexikon des internationalen Films meinte: „Der für Kinder konzipierte 3D-Animationsfilm jongliert konsequent mit Grusel- und Komödien-Elementen und hält nicht nur die Zielgruppe in Gestalt einer abenteuerlichen Achterbahnfahrt in Atem. Der geschickte Rhythmus und die kauzigen, originell herausgearbeiteten Charaktere überdecken einige Ungereimtheiten.“

## Trailer
Im Trailer wird die markante Titelmelodie von Beetlejuice verwendet, ansonst besteht keinerlei Verbindung zwischen den beiden Filmen. Hailey Ann Singer und die Band Velvet Revolver ließen darüber hinaus wissen, dass sie nur einen Song zu dem Film beigetragen haben und dieser auf dem Soundtrack enthalten sein wird. Im Abspann des Films ist zudem der Song Halloween von Siouxsie and the Banshees zu hören.

## Auszeichnungen
Monster House war bei der Oscarverleihung 2007 als bester Animationsfilm nominiert, konnte den Preis jedoch nicht gewinnen. Ferner erhielt der Animationsfilm unter anderem eine Nominierung für den Golden Globe Award, den Preis der Filmkritikervereinung von Florida und sechs Nominierungen für den Animationsfilmpreis Annie.

## Synchronisation
Die Berliner Synchron gab die Vertonung in Auftrag. Andreas Pollak schrieb das Dialogbuch und führte die Dialogregie.
| Rolle                      | Englische Synchronsprecher | Deutsche Synchronsprecher |
| -------------------------- | -------------------------- | ------------------------- |
| Douglas J. „DJ“ Hartner    | Mitchel Musso              | Maximilian Artajo         |
| Ketchup                    | Sam Lerner                 | Johannes Walenta          |
| Jenny Bennett              | Spencer Locke              | Victoria Frenz            |
| Nebbercracker              | Steve Buscemi              | Freimut Götsch            |
| Elizabeth „Zee“            | Maggie Gyllenhaal          | Claudia Urbschat-Mingues  |
| Punk                       | Jason Lee                  | Daniel Fehlow             |
| DJs Mutter                 | Catherine O’Hara           | Sabine Arnhold            |
| DJs Vater                  | Fred Willard               | Hans Hohlbein             |
| Reginald „Skull“ Skulinski | Jon Heder                  | Michael Iwannek           |
| Constance                  | Kathleen Turner            | Evelyn Meyka              |
| Kleines Mädchen            | Ryan Newman                | Julia Igelbrink           |
| Officer Landers            | Kevin James                | Roland Hemmo              |
| Officer Lister             | Nick Cannon                | Asad Schwarz              |